# Polypensionné
En France, dans le contexte du système de retraite en France, est polypensionnée toute personne qui, au cours de ses années en tant qu'actif, a cotisé auprès de plusieurs caisses de retraites différentes.
En 2012, environ un retraité sur trois de la génération 1942 touche une pension de plusieurs régimes de retraite de base. Le nombre important de ces polypensionnés provient de la complexité du système des retraites français. Ainsi un salarié du privé qui devient fonctionnaire percevra une retraite du régime de base des salariés du privé et une retraite du régime des fonctionnaires. De nombreux autres cas de figure conduisent une personne à être polypensionnée : un salarié agricole qui devient exploitant agricole, un contractuel de la fonction publique titularisé comme fonctionnaire, un salarié qui se met à son compte comme artisan, commerçant, ou profession libérale, etc. 
Ceci n’est pas sans conséquence sur les montants des pensions. D’une part, les règles de calcul de la pension ne sont pas les mêmes dans tous les régimes, et d’autre part la pension n’est pas strictement proportionnelle aux cotisations dans chacun des régimes. Cela implique que deux retraités dont les carrières ont été rigoureusement identiques pourront percevoir des montants totaux de pension sensiblement différents, selon le nombre et l’ordre chronologique des affiliations aux divers régimes. 